# Netomocera cyanocephala
Netomocera cyanocephala (лат.) — вид паразитических наездников из семейства Pteromalidae (Chalcidoidea) отряда перепончатокрылые насекомые, в составе подсемейства Diparinae. Новая Гвинея (Папуа — Новая Гвинея).

## Описание
Мелкие хальцидоидные наездники с коренастым телом. Длина самок от 1,8 до 2,25 мм (самцы от 1,0 до 1,8 мм). Основная окраска чёрная, ноги и усики буроватые. Отличаются чёрной головой с голубовато-фиолетовым металлическим отблеском и частично беловатым скапусом. Формула члеников усиков: 1-1-1-7-3. Жгутик усика самок булавовидный с асимметричной булавой, самцы имеют длинные нитевидные антенны, без дифференцированной булавы, и оба пола обладают широким субквадратным петиолем. Самки макроптерные, самцы всегда макроптерные. Оба пола имеют крупный первый тергит, занимающий как минимум половину длины брюшка. Хозяева неизвестны, предположительно ими являются личинки насекомых.

## Систематика
Вид Netomocera был впервые описан в 2019 году румынским энтомологом Mircea-Dan Mitroiu («Alexandru Ioan Cuza» University of Iași, Faculty of Biology, Яссы, Румыния). Вид Netomocera cyanocephala сходен с таксонами Netomocera ramakrishnai. Видовое название N. cyanocephala дано по признаку голубовато-фиолетового металлического отблеска головы.